# План репатріації нелегальних іноземців
План репатріації нелегальних іноземців — це план уряду Пакистану з репатріації іноземних громадян, які або не мають дійсної пакистанської візи, або прострочили візу більше одного року. Реалізація плану розпочалася 1 листопада 2023 року.
Кампанія з депортації нелегальних іммігрантів спрямована переважно проти афганців.

## Передісторія
Міграція афганців до Пакистану почалася в 1979 році. Хоча багато хто повернувся додому, значна кількість біженців, як з документами, так і без, залишилася. Останній наплив біженців (щонайменше 600 000 осіб) стався після захоплення талібами Кабулу у серпні 2021 року.
План був розроблений у відповідь на зростання кількості терактів у Пакистані. Пакистанські офіційні особи заявили, що з січня сталося 24 вибухи терористів-смертників, 14 з яких скоїли громадяни Афганістану. На той момент в країні проживало близько 4,4 мільйона афганців, з яких 1,4 мільйона були зареєстровані як біженці, 1,3 мільйона — як іммігранти, а понад 1,7 мільйона були нелегалами.

## Депортація
3 жовтня 2023 року на засіданні комітету Національного плану дій (НПД) під головуванням тимчасового прем'єр-міністра Анвар-уль-Хака Какара було оголошено, що всі іноземні громадяни, які нелегально проживають у країні, повинні добровільно покинути її до 31 жовтня. . За місяць понад 165 000 афганців повернулися на батьківщину.
Наступні дії влади передбачували виявлення та депортацію незареєстрованих іноземців, які ще перебували в країні. Для затримання порушників та їх подальшого повернення на батьківщину Міністерство внутрішніх справ створило 49 спецпунктів по всій країні.
1 листопада уряд почав загальнонаціональну операцію з депортації нелегалів. Для проведення кампанії мобілізовано силові структури.
Сили безпеки націлилися не лише на афганців без документів, а й на афганців з пакистанським громадянством. У рамках операції уряд Пакистану конфіскував майно та інші активи на суму 4 мільярди доларів.
З метою регулювання нелегальної імміграції Пакистан ввів так званий «режим одного документа», який передбачає, що кожен іноземець повинен мати дійсну візу.

## Реакція
Масові депортації були засуджені ООН, Human Rights Watch та Amnesty International.
Уряд Талібану висловив рішуче неприйняття дій Пакистану щодо депортації афганців і закликав країну переглянути своє рішення.